# РостПозитивИмпульс
Кузба́сский пищекомбина́т (с 2017 года — РостПозитивИмпульс) — мясоперерабатывающее предприятие, расположено в Новокузнецке Кемеровской области. Полное название — Закрытое акционерное общество «Кузбасский пищекомбинат».
Производственные мощности ОАО «Кузбасский пищекомбинат» позволяют производить в сутки более 80 колбас и деликатесов(на 2014 г.) и около 40 тонн полуфабрикатов, ассортимент — около 40 наименований колбасных изделий и около 20 наименований полуфабрикатов из мяса, а также мясо в разрубах и субпродукты. Выручка по итогам 2013 года составила более 6 млрд рублей. В составе холдинговой компании собственное подсобное хозяйство, комбикормовый завод, свинокомплекс, ферма по выращиванию крупного рогатого скота, птицефабрика.

## История
История одного из самых известных предприятия Кемеровской области в области мясопереработки могла бы даже не начаться, если бы не перестройка и взлёт кооперативов. Михаил Васильев и Александр Ивасенко основали в 1994 году маленькую компанию с громким именем «Кузбасский пищекомбинат», и занимались тогда поставками мяса из Алтая на кузбасские мясокомбинаты. Сырья было много, а комбинатов мало, да и те выпускали свою продукцию не лучшего качества. В 1997 партнёры и решили перерабатывать мясо сами.
7 декабря 1998 года — выпуск первого батона колбасы в одной из бывших столовых г. Новокузнецка, численность сотрудников на тот момент составляла 5 человек.
В 1998 году предприятие закупило польское оборудования для оснащения цеха. Начало производства варёных колбас.
В 1999 году поставка немецкого оборудования. Начало строительства собственных боен в Алтайском крае.
В 2000—2001 годах приобретение в собственность здания столовой, на месте которой находилось производство. Расширение ассортимента. Увеличение производственных мощностей в 5 раз.
В 2002 году рост ассортимента до 110 наименований, активное сотрудничество с ведущими мировыми производителями специй и компонентов, первые победы в международных и российских выставках-ярмарках.
В 2003 году рост числа клиентов по Сибирскому региону до 1100 и активное завоевание рыночных позиций в Сибирском регионе.
В 2004 году начало работы по подготовке к сертификации по системе ISO, рост числа клиентов по Сибирскому региону до 2500. Запуск цеха по производству свежеохлажденных мясных продуктов в маринаде, выход на рынок свежеохлажденных полуфабрикатов.
В 2006 предприятие предложило рынку серию продуктов «Полосатый Бум» для питания детей от трех лет по рецептурам, разработанным совместно с Всероссийским научно-исследовательским институтом мясной промышленности (ВНИИМП).
В 2006 компания получила аттестат соответствия международному стандарту ISO—9001:2000. В этом же году компания начала строить свинокомплекс на 10 000 свиноматок.
В 2007 компания построила и запустила бойню мощностью 400 тонн говядины и 800 тонн свинины в месяц.
В 2008 запущен новый современный цех по производству полуфабрикатов из свежеохлажденного мяса.
В 2011 году был запущен свинокомплекс. Производство свинины составляет 400 т в месяц.
В 2012 году на предприятии произошел серьезный пожар, полностью уничтоживший 1 из 3 цехов.
В 2013 году был запущен комбикормовый завод совместно со швейцарской фирмой Buhler. 23 декабря прежний собственник Михаил Васильев продал бизнес томской компании «КДВ групп».
C 2017 года компания называется РостПозитивИмпульс.

## Сфера деятельности
Компания работает на рынке колбас, копченостей, деликатесов, мясных полуфабрикатов среднего и субпремиального ценовых сегментов.
Продукция комбината распространяется в Кемеровской, Новосибирской, Томской областях, Алтайском, Красноярском краях, республике Алтай.

## Состав холдинга
В состав холдинга входят Инская (Осиновка), Снежинская (Снежинский), Яшкинская и Плотниковская (до 2019) птицефабрики (Посёлок Металлургов), свинокомплекс в деревне «Боровково», убойный цех в деревне Краснинское.

## Критика
В 2010 году, Роспотребнадзор по Алтайскому краю выявил недостоверную информацию на упаковках 3 видах колбасы, на которых срок годности был указан 30 суток, вместо 20 по ГОСТу. Также было обнаружено что продукция не соответствует ГОСТу по содержанию влаги, которая была завышена.
В декабре 2023 года Кемеровское управление Федеральной антимонопольной службы из-за роста цен на яйца возбудило дело по признакам злоупотребления доминирующим положением на рынке в отношении «Яшкинской птицефабрики» и «Птицефабрики „Инская“».